# Hannah Webster Foster
Pour les articles homonymes, voir Foster.
Hannah Webster Foster, née le 10 septembre 1758 à Salisbury dans le Massachusetts et morte le 17 décembre 1840 à Montréal au Canada, est une romancière américaine.
Son roman épistolaire, The Coquette; or, The History of Eliza Wharton, a été publié anonymement en 1797. Il devint l'un des romans les plus populaires des années 1790, mais ce n'est qu'en 1866 que le véritable nom de l'auteur apparut sur la couverture du livre.
Comme pour la plupart des romanciers américains de cette époque, son œuvre n'a jamais été traduite en français.